# Cesário Lange
Cesário Lange là một đô thị ở bang São Paulo của Brasil. Đô thị này nằm ở vĩ độ 23º13'36" độ vĩ nam và kinh độ 47º57'11" độ vĩ tây, trên khu vực có độ cao 590 m. Dân số năm 2004 ước tính là 13.771 người. Đô thị này có diện tích 190,189 km².

## Thông tin nhân khẩu
Dữ liệu dân số theo điều tra dân số năm 2000
Tổng dân số: 12.883
- Dân số thành thị: 8.921
- Dân số nông thôn: 3.962
- Nam giới: 6.750
- Nữ giới: 6.133

Mật độ dân số (người/km²): 67,73
Tỷ lệ tử vong trẻ sơ sinh dưới 1 tuổi (trên một triệu người): 14,30
Tuổi thọ bình quân (tuổi): 72,08
Tỷ lệ sinh (số trẻ trên mỗi bà mẹ): 2,19
Tỷ lệ biết đọc biết viết: 91,50%
Chỉ số phát triển con người (HDI-M): 0,767
- Chỉ số phát triển con người - Thu nhập: 0,688
- Chỉ số phát triển con người - Tuổi thọ: 0,785
- Chỉ số phát triển con người - Giáo dục: 0,829

(Nguồn: IPEADATA)

### Các đô thị giáp ranh
- - Norte: Laranjal Paulista và Pereiras
  - Sul: Tatuí e Quadra
  - Leste: Cerquilho
  - Oeste: Porangaba
- Độ cao:
  - Trung bình: 590 m
  - Độ cao tối đa: 605 m
- Vị trí:
  - Nam trung bộ bang São Paulo
  - Cách thủ phủ São Paulo: 143 km
  - Khoảng cách đối với các đô thị xung quanh:
    - Tatuí 18 km
    - Sorocaba 65 km
    - Pereiras 19 km
    - Botucatu 80 km
    - Porangaba 24 km
    - Conchas 30 km
    - Tietê 55 km

### Sông ngòi
- Sông Sorocaba
- Ribeirão Aleluia
- Ribeirão Guarapó

### Các xa lộ
- Rodovia SP-280: Rod. Presidente Castelo Branco
- Rodovia SP-143: Cesário Lange/Pereiras – Rod. Mal. Rondon
- Rodovia SP-141: Cesário Lange/Porangaba
- Rodovia SP-127: Cesário Lange/Tatuí
- Rodovia Otávio Pilon: Vicinal Cesário Lange/Cerquilho – Rod. Do Açúcar